# U.S. Route 93
Pour les articles homonymes, voir Route 93.
La U.S. Route 93 (US 93) est une US Route sud–nord majeure parcourant 1 359 miles (2 187 km) dans l'ouest des États-Unis. Elle relie la US 60 à Wickenburg, Arizona avec la Route 93 de Colombie-Britannique à la frontière canadienne au nord d'Eureka, Montana. La route passe par Kingman, Arizona; Las Vegas, Nevada; Twin Falls, Idaho et Missoula, Montana.

## Description du tracé
|       | mi    | km    |
| ----- | ----- | ----- |
| AZ    | 199   | 320   |
| NV    | 527   | 848   |
| ID    | 351   | 565   |
| MT    | 288   | 463   |
| Total | 1 365 | 2 197 |

### Arizona
La US 93 débute à un carrefour giratoire avec la US 60 à Wickenburg, une petite ville située environ 50 miles (80 km) au nord-ouest de Phoenix. La route se dirige vers le nord-ouest, et, trente miles après Wickenburg, elle passe dans une grande forêt d'arbres de Josué jusqu'à ce qu'elle atteigne Wikieup.
À partir de Wikieup, la route bifurque vers le nord jusqu'à ce qu'elle atteigne l'I-40. Elle forme un multiplex avec l'autoroute vers l'ouest jusqu'à Kingman. À Kingman, elle se sépare de l'autoroute et se dirige vers le nord-ouest en direction du Barrage Hoover. En atteignant le fleuve Colorado, la US 93 arrive à la frontière avec le Nevada.

### Nevada

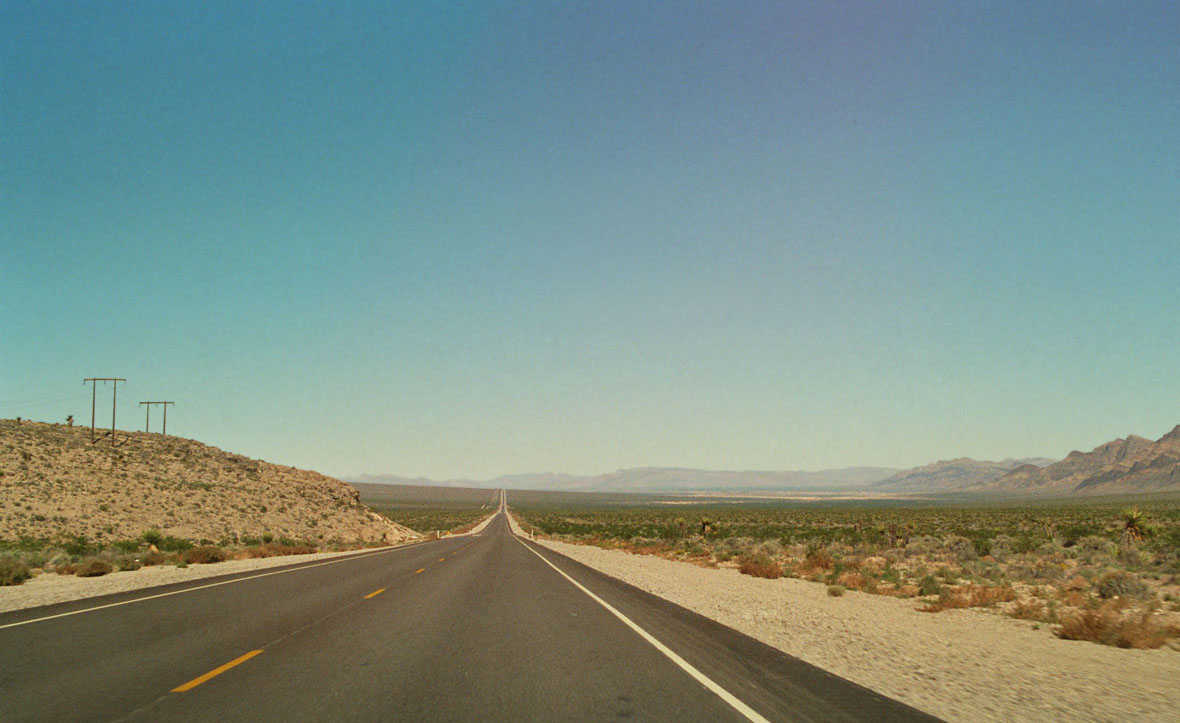
US 93 en direction d'Alamo, Nevada

La US 93 entre Nevada à l'endroit où l'I‑11 débute actuellement, c'est-à-dire sur la route contournant le Barrage Hoover. L'I-11 / US 93 se dirige ensuite vers l'ouest et le sud-ouest pour contourner Boulder City. Au sud-ouest de la ville, la US 95 rejoint le multiplex. Les routes se dirigent vers le nord-ouest jusqu'à Las Vegas. À la jonction avec l'I-215 et l'I-515, l'I-11 prend fin et la US 93 / US 95 continue en formant un multiplex avec l'I-515 vers le nord-ouest. Au centre-ville, l'I-515 prend fin, la US 95 poursuit vers l'ouest et la US 93 se joint à l'I-15 vers le nord-est. Le multiplex demeure jusqu'à Arrolime, au nord-est de Las Vegas.
La US 93 prend la direction du nord et atteint Crystal Springs, où elle bifurque vers l'est. À Caliente, elle tourne vers le nord pour traverser une région désertique. Elle passe à côté du Parc national du Grand Bassin et rejoint la US 6 / US 50. Elle se joint au multiplex vers le nord-ouest jusqu'à Ely où toutes les routes se séparent. La US 93 se dirige vers le nord et, près de 60 miles (97 km) au nord d'Ely, elle se sépare en deux tracés distincts. La US 93 Alt. se dirige vers le nord-est jusqu'à West Wendover, tout près de la frontière avec l'Utah alors que la US 93 continue vers le nord jusqu'à Wells. À Wells, elle croise l'I-80 / US 93 Alt. et se poursuit vers le nord. Elle atteint Jackpot, juste au sud de la frontière avec l'Idaho.

### Idaho

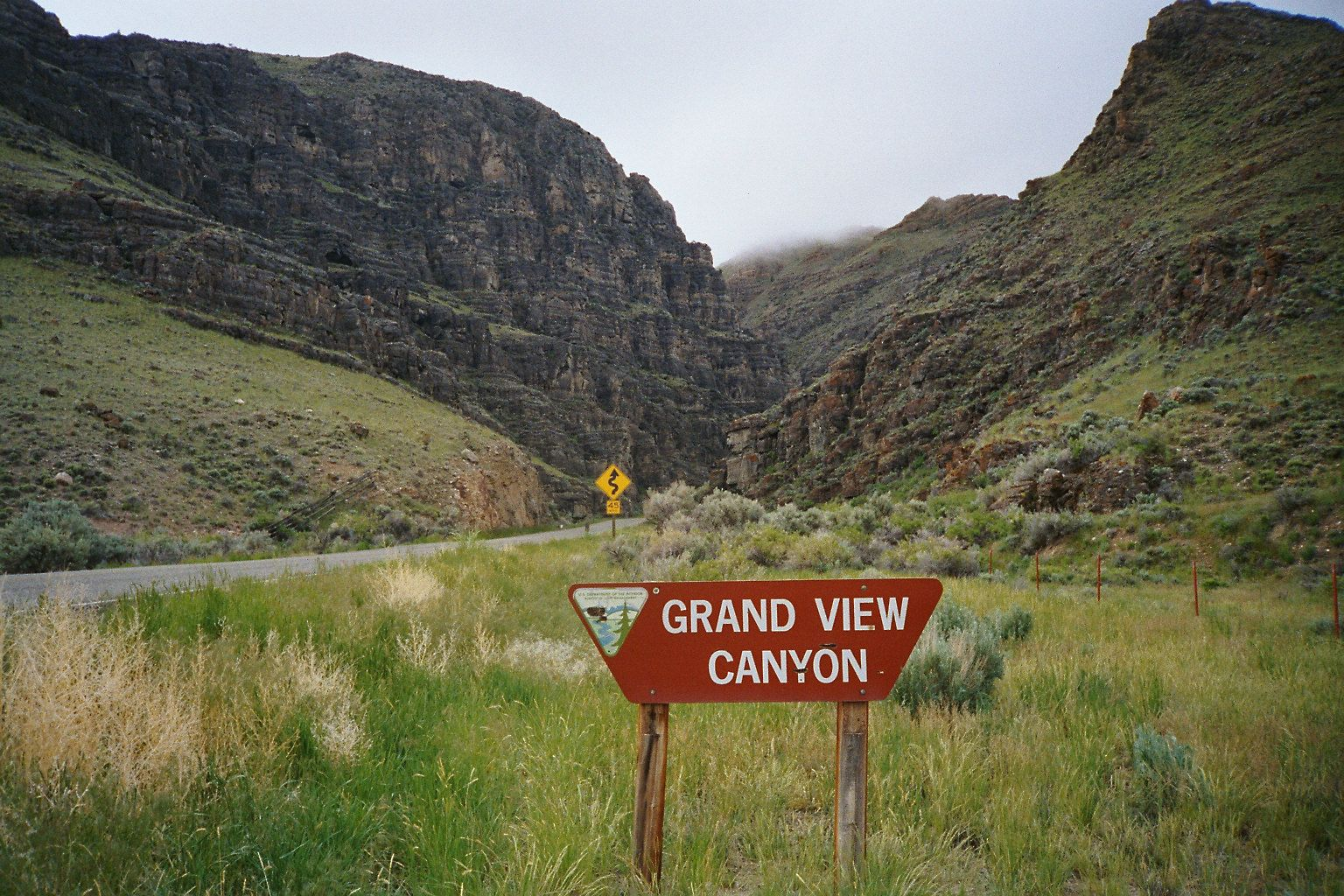
US 93 entrant dans le Grand View Canyon (entre Mackay et Challis, Idaho)

Peu après être entrée en Idaho, la US 93 rencontre la US 30 à l'ouest de Twin Falls. Elle contourne cette ville par le nord et se continue vers le nord. Elle croise l'I-84 et atteint ensuite Shoshone. À cet endroit, elle bifurque vers le nord-est en multiplex avec la US 26. À Carey, la US 20 rejoint le multiplex. Les routes passent près du Craters of the Moon National Monument et atteignent Arco. Là, la US 93 se sépare des deux autres routes et progresse vers le nord-ouest. Elle passe par Moore, Mackay et Challis avant de reprendre une orientation vers le nord. Elle atteint la ville de Salmon et circule dans la vallée créée par la rivière Salmon jusqu'à la frontière avec le Montana, en traversant la Forêt nationale de Salmon-Challis.

### Montana

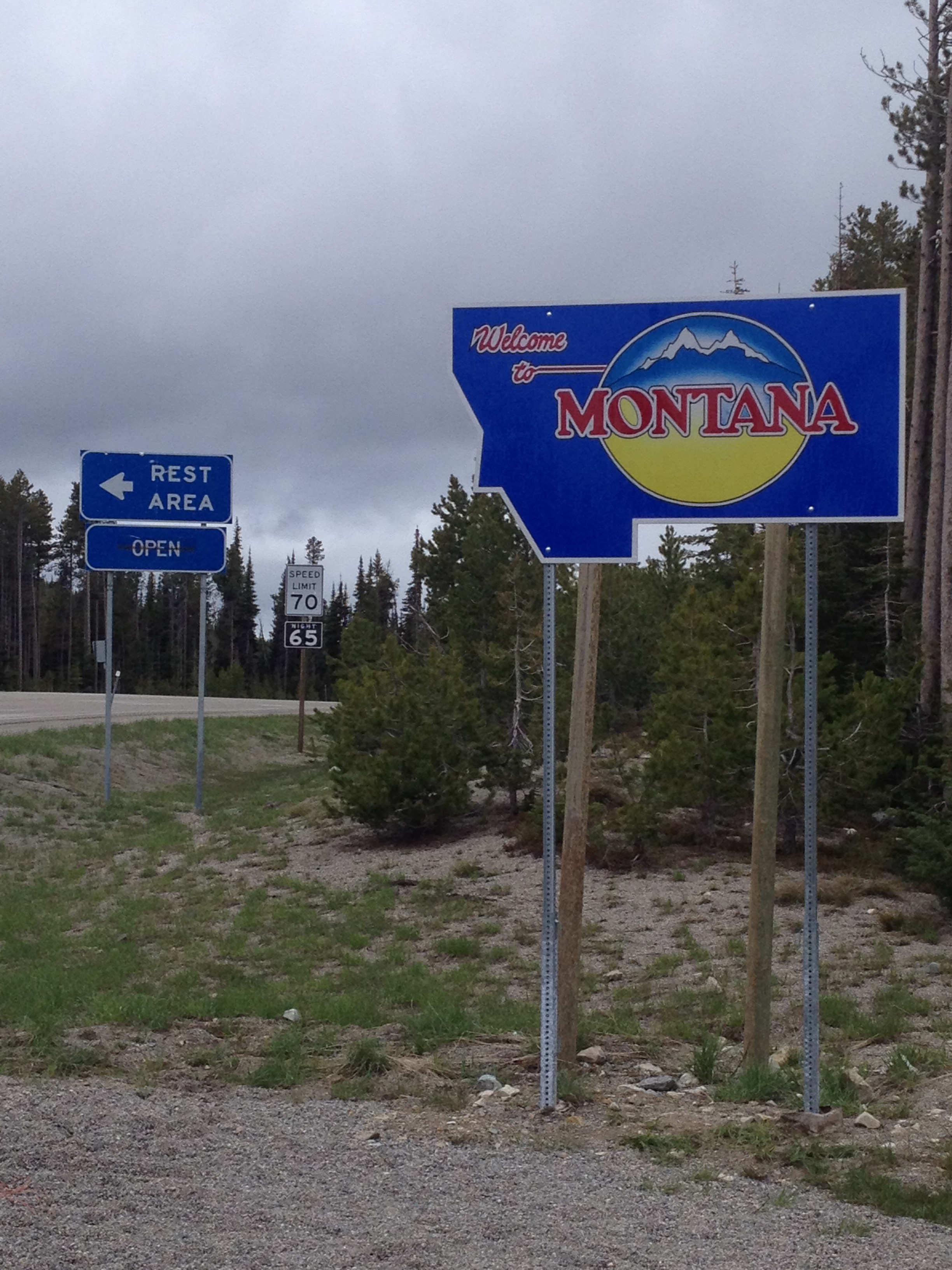
Frontière avec le Montana au col Lost Trail

La US 93 entre au Montana dans le col de Lost Trail et se dirige vers le nord. Elle descend dans la Forêt nationale de Bitterroot et continue en suivant la Lewis and Clark Trail. Elle entre dans la vallée de Bitterroot en direction de Missoula, passant par Darby et Hamilton. À Lolo, la US 12 rejoint la route et celles-ci forment un multiplex jusqu'à Missoula. La US 93 passe à l'ouest du centre-ville et atteint l'I-90. Elle forme un multiplex avec celle-ci jusqu'à Wye, au nord-ouest.
Lorsqu'elle se détache de l'I-90 à Wye, la US 93 continue vers le nord en traversant la Réserve indienne de Flathead. Au nord de la réserve, la route longe la rive ouest du Flathead Lake, le plus grand lac d'eau douce à l'ouest du Mississippi. Au nord du lac, la route passe par les villes de Kalispell et de Whitefish, parcourant la Forêt nationale de Flathead et la Forêt d'état de Stillwater avant d'atteindre son terminus nord à la frontière canado-américaine près d'Eureka. En entrant au Canada, la route se poursuit en Colombie-Britannique comme Route 93.

## Intersections majeures
Arizona
 US 60 à Wickenburg
 I-40 à l'est de Kingman. Les routes forment un multiplex jusqu'à Kingman.
Nevada
 I-11 à la frontière avec l'Arizona. Les routes forment un multiplex jusqu'à Henderson. L'I-11 est prévue se poursuivre jusqu'à Phoenix, Arizona, en grande partie en multiplex avec la US 93.
 US 95 à Boulder City. Les routes forment un multiplex jusqu'à Las Vegas.
 I-215 / I-515 à Henderson. L'I-515 / US 93 forment un multiplex dans la ville.
 I-15 à Las Vegas. Les routes forment un multiplex jusqu'à North Las Vegas.
 US 6 / US 50 à Majors Place. Les routes forment un multiplex jusqu'à Ely.
 US 93 Alt. au sud-est de Currie
 I-80 / US 93 Alt. à Wells
Idaho
 US 30 à l'est de Filer
 I-84 au nord de Twin Falls
 US 26 à Shoshone. Les routes forment un multiplex jusqu'à Arco.
 US 20 à Carey. Les routes forment un multiplex jusqu'à Arco.
Montana
 US 12 à Lolo. Les routes forment un multiplex jusqu'à Missoula.
 I-90 à Missoula. Les routes forment un multiplex jusqu'à Wye.
 US 2 à Kalispell
 Route 93 à la frontière canado-américaine au nord d'Eureka